# Guselkumab
Guselkumab, es vendido bajo la marca Tremfya. Este es un medicamento que se usa para tratar la psoriasis en placas . Se utiliza para la enfermedad moderada a grave. Se administra mediante una inyección debajo de la piel .
Los efectos secundarios pueden ser infecciones, dolor de cabeza, dolor articular, problemas hepáticos y disminución de la eficacia de las vacunas. No está clara su seguridad durante el embarazo. Se trata de un anticuerpo monoclonal que se une a la interleucina-23 y la bloquea .
Guselkumab fue aprobado para uso médico en los Estados Unidos y Europa en 2017. En el Reino Unido, le cuesta al NHS alrededor de 2250 libras esterlinas por 100 mg a partir de 2021. Esta cantidad en Estados Unidos es de unos 11.600 dólares estadounidenses.